# Bekecs-hegy
A Bekecs-hegy (románul: Becheci) a Görgényi-havasok déli vonulatának része. Romániában, Erdélyben, Maros megye keleti részén fekszik. Északnyugatról a Nyárád völgye, délkeletről a Kis-Küküllő völgye határolja. Legmagasabb pontja, a Bekecs-tető 1080 m magasan van.
A Bekecs-tető leírhatatlanul szép kilátást kínál a túrázónak: déli irányban a Déli-Kárpátok csipkézett vonulatát is látni, északi irányban a Görgényi-havasokat.
A tetőn a 20. században is még vár romjai voltak láthatók. Csúcsa közelében régen kápolna állott. Jelenleg a környékbeli települések összefogásából új, ökumenikus kápolna épül.
A Bekecs az első világháborúban magyar győzelmet hozó harcok színhelye volt, melyről a sok felé látható lövészárkok, valamint két katonai síremlék is tanúskodik. Minden év október első napjaiban a környék falvai Csillag-túrára gyülnek össze a tetőn, megemlékezve a hősi halált halt magyar katonákról.

## Bekecsalji népdal
Bekecs alatt Nyárád tere,

Ott egy kunyhó zsuppal fedve;

De belseje aranybánya,

Arany benne egy kislányka, csuhajja!

Marosszéki piros párizs!

Oly piros az én rózsám is.

Szép az alma az ágtetőn,

De százszor szebb a szeretőm, csuhajja!

Zsellér vagy te, én meg székely,

De egünkre egy nap jő fel;

Egy eső hull a földünkre:

Miért lennék én különb, mint te? Csuhajja!

## Környező települések
| - Nyárádselye - Nyárádmagyarós - Torboszló - Berekeresztúr - Márkod - Kendő - Mája - Székelybere - Nyárádszentimre | - Sóvárad - Szováta - Szakadát - Nyárádremete - Nyárádköszvényes - Mikháza - Deményháza | - Nyárádszentlászló - Nyárádgálfalva - Nyárádszereda - Jobbágyfalva - Csíkfalva - Nyárádszentmárton - Búzaháza |